# Ömerli
Ömerli, anteriormente conhecida como Amara, é uma aldeia no distrito de Halfeti da província de Şanlıurfa, no sudeste da Turquia. Em 1922 tinha 1 182 habitantes e a língua curda é falada amplamente no povoado, que é conhecido principalmente por ser o local de nascimento de Abdullah Öcalan, líder do Partido dos Trabalhadores do Curdistão (PKK). Todos os anos, em seu aniversário, milhares de curdos comemoram seu aniversário.